# Salischan Schakirowitsch Scharipow
Salischan Schakirowitsch Scharipow (russisch Салижан Шакирович Шарипов, wiss. Transliteration Saližan Šakirovič Šaripov; * 24. August 1964 in Ösgön, Oblast Osch, Kirgisische SSR, Sowjetunion) ist ein ehemaliger russischer Kosmonaut.
Scharipow besuchte in Charkiw die Höhere Militärfliegerschule „Sergei Gretsewets“, die er 1987 mit einem Diplom in taktischem Luftkampf abschloss. Anschließend war er als Pilotenausbilder tätig.
Er wurde im Mai 1990 in das sowjetische Kosmonautenprogramm als Testkosmonaut aufgenommen und nahm an zwei Raumflügen teil:
- 23.–31. Januar 1998, als „mission specialist“ mit der STS-89
- 14. Oktober 2004 – 24. April 2005, als Bordingenieur mit der Sojus TMA-5 und der ISS-10

Von Oktober 2005 bis Mai 2006 diente Scharipow als Director of Operations der russischen Raumfahrtagentur beim Johnson Space Center in Houston. Am 18. Juli 2008 schied er aus dem Programm aus.
Zusammen mit seiner Frau Nadeschda hat er zwei Kinder.